# Хасыев, Самир Зираддин оглы
Самир Зираддин оглы Хасыев (20 апреля 1973 год, Баку - 17 марта 1995 год) — азербайджанский военный. Лейтенант. Национальный герой Азербайджана (04.04.1995).

## Биография
Самир Хасыев родился 20 апреля 1973 года в Баку. В 1980 году поступил в среднюю школу № 82. В 1988 году вместе с семьёй переезжает в Кировабад (нынешняя Гянджа) где продолжает своё обучение в Международной школе № 14 имени М. Мушфига. Окончив школу, возвращается в Баку. Трудовую деятельность начал в 1991 году на заводе «Бакинские холодильники». В том же году поступил на вечернее отделение исторического факультета Бакинского государственного университета. В том же году был призван на военную службу военным комиссариатом Наримановского района.
Сначала Самир служил в строительном батальоне в Дарнагюле. В 1992 году добровольно пошёл на фронт для защиты родины, после короткого обучения в Пирекишкиле и Сальяне, был направлен в Карабах.
Первый бой Самир принял у деревни Марзили в Агдаме. В 1993 году он принимал участие в боях в Физули, Агдаме, Агдере. Самиром было уничтожил значительное число живой силы и техники противника. За этот период он несколько раз был ранен. За свой ратный труд несколько раз поощрён командованием. Сам министр обороны лично наградил этого храброго героя. Самиру вручили часы Азербайджанской армии.
Одним из напряженных сражений Самира было на фронте Тертерского района. Не боясь смерти, Самир неоднократно снимал осаду врага и спасал наших солдат. Он был контужен в этой битве. За умелость компетентного командира Самиру выделили 10 000 (десять тысяч) фунтов денег, а затем отправила его на двухмесячные краткосрочные курсы. Самир был также выбран для этого учебного курса. Ему было присвоено звание лейтенанта. За короткий период он сформировал подразделение, которое и возглавил.
Он был активным участником операций против известного Гянджинского восстания в 1994 году. После этой операции командир полка представил ему медаль «За военную службу». Последний бой командира взвода лейтенанта Самира был в 1995 году, проходил на 8-м километре Баку.
17 марта 1995 года Самир стал шехидом, предотвращая антигосударственный мятеж. 4 апреля 1995 года указом президента Азербайджана ему присвоено звание Национальный герой Азербайджана (посмертно).
Похоронен во второй Аллее шахидов в Баку.
Был холост.
Парк культуры и отдыха им. Монтина в Наримановском районе Баку был назван в честь Самира. В парке был установлен бюст героя.